# Anisozyga absona
Anisozyga absona là một loài bướm đêm trong họ Geometridae.